# Le Cadavre vivant (film, 1929)
Pour les articles homonymes, voir Le Cadavre vivant (homonymie).
Pour plus de détails, voir Fiche technique et Distribution.
Le Cadavre vivant (en russe : Живой труп, Živoj trup) est un film muet germano-soviétique réalisé par Fedor Ozep, sorti en 1929.
Le film est l'une des nombreuses adaptations cinématographiques de la pièce inachevée écrite par Léon Tolstoï et portant le même titre. La version de Fedor Ozepen est la troisième portée à l'écran, la première l'ayant été en 1911 dans un court-métrage réalisé par Boris Chaikovsky et V. Kuznetsov. De nombreuses autres adaptations suivront.

## Synopsis
Fjodor Protassow veut libérer sa femme[pas clair] pour qu’elle puisse refaire sa vie avec un autre homme. Mais face au refus de l’Église de lui accorder le divorce, il choisit de feindre sa propre mort, vivant dès lors comme un « cadavre vivant ».

## Fiche technique
- Titre : Le Cadavre vivant
- Titre original : Живой труп (Živoj trup)
- Réalisation : Fedor Ozep
- Scénario : Boris Gusman, Anatoli Marienhof, Fedor Ozep, d'après la pièce Le Cadavre vivant de Léon Tolstoï
- Producteur : Willi Münzenberg
- Production : Mezhrabpom film, Prometheus Film, Länderfilm
- Photographie : Anatoly Golovnja, Phil Jutzi
- Musique : Werner Schmidt-Boelcke
- Production Designer : Sergueï Kozlovsky, Viktor Simov
- Pays de production : Allemagne  République de Weimar,  Union soviétique
- Année de sortie : 1929
- Durée : 82 minutes
- Couleur : Noir et blanc
- Langue : Film muet
- Format : 1,33: 1
- Genre : Drame

## Distribution
- Vsevolod Poudovkine : Fyodor Protasov
- Maria Jacobini : Liza, Yelizaveta Andreyevna Protasov
- Viola Garden : Sasha, sœur de Liza
- Julia Serda : Anna Pavlovna
- Nato Vatchnadze : Masha, un gitan
- Gustav Diessl : Viktor Mikhajlovich Karénine
- Vera Mareckaja : la "dame"
- Dmitry Vedenskij : Artemev
- Vladimir Uralskij : Petruškov
- Boris Barnet : un pickpocket
- Carola Höhn
- Karl Junge-Swinburne (de)
- Porfiry Podobed
- Piotr Repnine
- Sylvia Torf

## Production
Terre prisonnière (1928), également de Fedor Ozep, est l'un des rares films soviétiques distribués en France à l'époque de sa sortie. C'est grâce à ce film — outre le fait qu'Anna Sten devienne une vedette internationalement connue — que fut décidée la première coproduction germano-russe, Le Cadavre vivant. Prometheus Film-Verleih und Vertrieb, pour l'Allemagne et Mezhrabpomfilm pour l'Union soviétique furent les partenaires du film qui sera tourné à Berlin. Le producteur est Willi Münzenberg, l'un des fondateurs du Parti communiste d'Allemagne (Kommunistische Partei Deutschlands - KPD) et l'un des militants communistes allemands et propagandistes les plus connus des années 1920 et 1930.

## Sorties
Distribué en Allemagne par Prometheus Film, le film est présenté pour la première à Berlin au Capitole le 14 février 1929. Le 26 mars, il sort en URSS, puis en Finlande (2 septembre), au Japon (17 septembre) et au Portugal (26 décembre). En janvier 1930, il est présenté à Paris et le 3 janvier 1931, il est distribué par dall'Amkino Corporation aux États-Unis sous le titre The Living Corpse.

## Restauration
Le film a été restauré en 1988.